# حذا شبتي الأوراق
الحذا شبتي الأوراق (باللاتينية: Ducrosia anethifolia) نوع نباتي ينتمي إلى جنس الحذا من الفصيلة الخيمية.

## الموئل والانتشار
موطن هذا النوع بلاد الشام.

## مرادفات للاسم العلمي
- (باللاتينية: Zosima anethifolia DC.)